# Reîntoarcerea
Reîntoarcerea este un album al interpretului român Tudor Gheorghe.

## Detalii ale albumului
- Gen: Folk
- Limba: Romana
- Sunet: Stereo
- Inregistrat: Live (in concert)
- Durata album:
- Casa de discuri: Media Services - Iluminati
- Data Lansarii Albumului: 1999

## Lista pieselor
- 01 - Reintoarcerea, Rondelul trecutului (Alexandru Macedonski) [6:31]
- 02 - Intoarcerea fiului incaruntit, Parintii (Liviu Damian), Mama (Dumitru Matcovschi) [8:15]
- 03 - Casa, Doina (Grigore Vieru), Basarabia pe cruce (Adrian Păunescu), Basarabie, Basarabie (Tudor Gheorghe) [11:20]
- 04 - Paun Umblatul (Marin Sorescu / Ion Mannu) [4:36]
- 05 - Cararuie, cararuie (Marin Sorescu / Ion Manu) Cantecul Strainatatii (George Crețianu), La Groapa Lui Lae Chioru (Octavian Goga) [8:5]
- 06 - Ardealul (Marin Sorescu), Transilvania, Acasa (Ioan Alexandru / Romulus Vulpescu) [9:05]
- 07 - Cantec de leagan (George Lesnea), Cand eram mai tanar... (Cezar Ivănescu) [5:09]
- 08 - Mi-e dor de ea (Ion Bănuță), De-abia plecasesi (Tudor Arghezi) [5:18]
- 09 - Calatorul (Tudor Arghezi) [3:51]
- 10 - Risipei se deda florarul (Lucian Blaga) [3:01]
- 11 - Miorita [6:10]